# Taras Prochasko

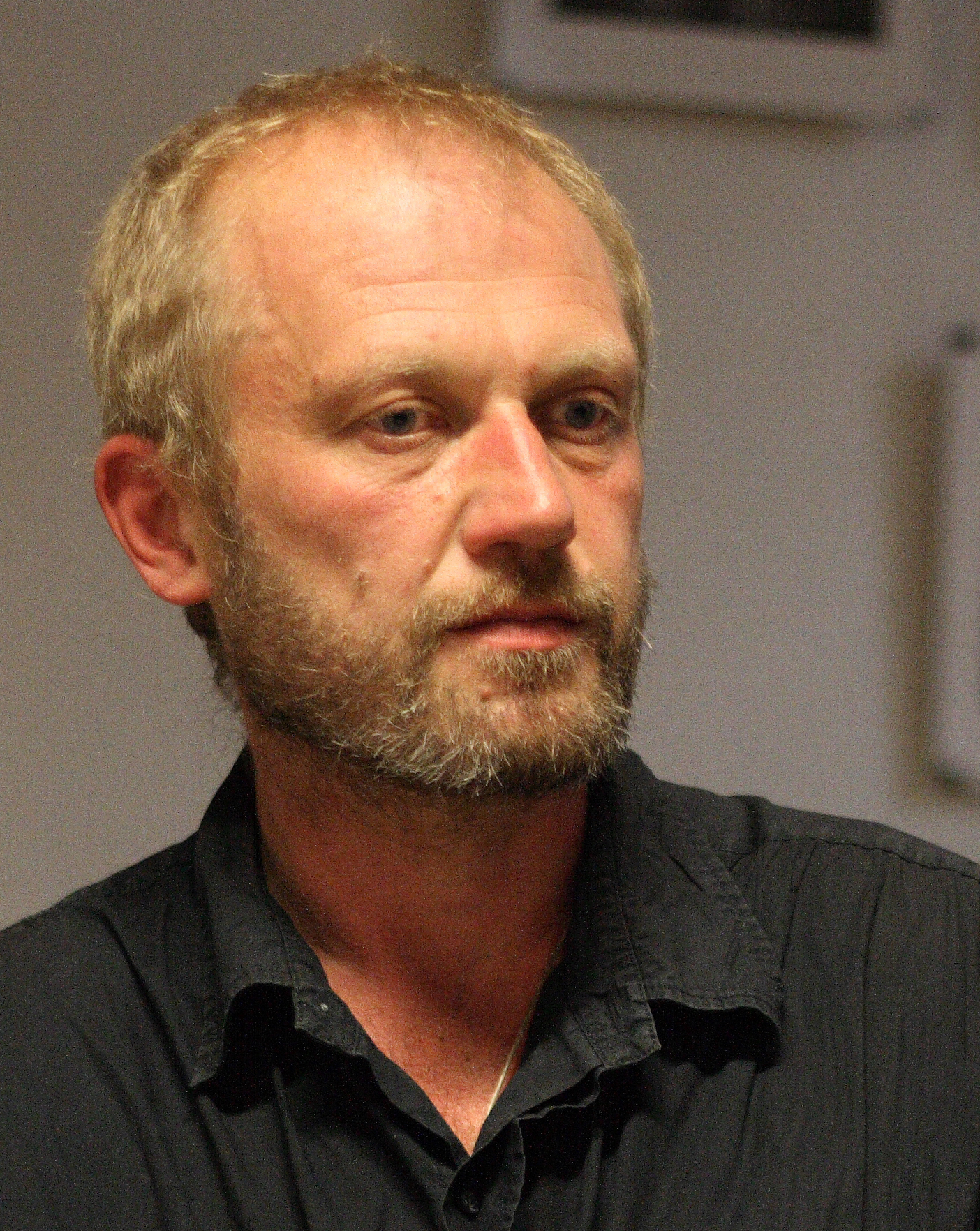
Taras Prochasko (2010)

Taras Bohdanowytsch Prochasko (ukrainisch Тарас Богданович Прохасько, wissenschaftl. Transliteration Taras Bohdanovyč Prochasʹko; * 16. Mai 1968 in Iwano-Frankiwsk, Ukrainische SSR) ist ein ukrainischer Journalist und Schriftsteller.

## Leben
Taras Prochasko wurde im westukrainischen Iwano-Frankiwsk, dem einstigen ostgalizischen Stanislau, geboren und ist der ältere Bruder des Übersetzers und Essayisten Jurko Prochasko. Er studierte Biologie an der Universität Lemberg. 1989 bis 1991 war er in der von Lemberg ausgehenden Studenten- und Demokratiebewegung aktiv. Nach dem Abschluss seines Studiums kehrte er 1992 in seine Heimatstadt zurück und arbeitete im Institut der Karpatischen Forstbetriebe. Es folgten Tätigkeiten als Lehrer, Barkeeper, Wachmann, Radiomoderator beim Sender Wezha, in einer Galerie und in einem Fernsehstudio. Taras Prochasko gehört zum Autoren- und Mitarbeiterkreis der von Jurko Izdryk in Iwano-Frankiwsk herausgegebenen Zeitschrift Tschetwer.Zeitschrift für Texte und Visionen (Donnerstag) und war 1992 bis 1994 Co-Redakteur der Zeitschrift. 1997 arbeitete er als Lektor im Kiewer Verlag Smoloskyp. Seine Beiträge erschienen u. a. in den Lemberger Zeitungen Express und Postup, in der Internet-Zeitschrift Zbruč und in der Zeitschrift Tschetwer in Iwano-Frankiwsk. Prochasko ist Mitglied der Ukrainischen Schriftsteller-Assoziation und war Stipendiat am Literarischen Colloquium Berlin. Taras Prochasko lebt und arbeitet in Iwano-Frankiwsk.

## Publikationen
Prochaskos Bücher wurden ins Polnische, Russische, Serbische, Tschechische und Englische übersetzt.
In der Ukraine erschienen:
- Annas andere Tage. Kiew 1998.
- FM-Galizien. Iwano-Frankiwsk 2001 und 2004.
- Nicht Einfache. Iwano-Frankiwsk 2002.
- Lexikon des geheimen Wissens. L'viv 2004.
- Daraus kann man ein paar Geschichten machen. Iwano-Frankiwsk 2005.
- Hafen Frankiwsk. Iwano-Frankiwsk 2006.
- Ukraina Krakow. 2006 (mit Serhij Schadan).
- BotakE  SowasIst. Iwano-Frankiwsk 2010.
- Odnoï i toï samoï. Czernowitz 2013.
- Radist' kontaktu. Iwano-Frankiwsk 2015.
- Tak, ale.... Czernowitz 2019.
- „Nevpokij v kul'turi“ Frojda (mit Jurko Prochasko). Lwiw 2021

In Polen erschienen:
- W gazetach tego nie napiszą. Wołowiec 2014.

In deutscher Sprache erschienen:
- Galizien-Bukowina-Express. Eine Geschichte der Eisenbahn am Rande Europas. Turia + Kant, Wien 2007. Mit Jurko Prochasko, Alfred Pranzl und Magdalena Blaszczuk. ISBN 978-3-85132-444-0.
- Daraus lassen sich ein paar Erzählungen machen. Aus dem Ukrainischen von Maria Weissenböck. Edition Suhrkamp Frankfurt/M. 2009, ISBN 978-3-518-12578-6
- Majdan! Ukraine, Europa. Berlin 2014 (mit anderen Autoren).

## Interviewband
- Tetjana Teren, Erschaffung der Welt. Sieben Tage mit Taras Prochasko (Сотворіння світу. Сім днів із Тарасом Прохаськом). Kiew, Pabulum, 2020. ISBN 978-966-97971-1-7

## Verfilmung
Im März 2017 kaufte die Kiewer Produktionsfirma Selena Films die Rechte für die Verfilmung des Romans Nicht-Einfache.

## Auszeichnungen
- 2020 – Taras-Schewtschenko-Preis[3]
- 2013 – Jurij-Schewelow-Preis für Одної і тої самої